# 齊拉西酮
齊拉西酮（Ziprasidone），以 Geodon 等品牌上市，是一種非典型抗精神病藥(AAP；SGAs)，用於治療思覺失調症（舊稱：精神分裂症）以及伴有躁鬱症相關的急性狂躁症與激越性抑鬱症。其立即釋放藥性的肌肉注射形式被批准用於精神分裂症患者的急性精神運動性激越症。齊拉西酮也可用於情緒抑鬱症狀、躁鬱症的治療，與創傷後壓力症候群（PTSD）等症狀的藥品仿單標示外使用之治療藥物。
齊拉西酮的口服給藥是以鹽酸鹽，齊拉西酮鹽酸鹽(ziprasidone hydrochloride)等的藥形。另一方面，肌肉注射(IM)給藥是以甲磺酸鹽、齊拉西酮甲磺酸鹽三水合物(ziprasidone mesylate trihydrate；三水合物甲磺酸齊拉西酮)等的藥形，並以凍乾粉末形式提供。齊拉西酮於2001年2月5日在美國獲得批准上市。

## 延伸閱讀
- David Taylor. . Pharmaceutical Press. 2006: 123  [May 13, 2012]. ISBN 978-0-85369-607-0. （原始内容存档于2021-08-29）.

## 外部連結
- Ziprasidone: MedlinePlus Drug Information （页面存档备份，存于）